# Christophe Auroy
Christophe Auroy est un joueur français de rugby à XIII.

## Carrière en Rugby à XV

### Club
- Jeunesse Sportive Illibérienne xv(66): Champion de France de 3e division en 1987

- USAP: début de saison 1988/1989 avant passage au XIII Catalan: de 1988 à 1992.

## Carrière en Rugby à XIII

### Club
- XIII Catalan 1988 1992
- St-Cyprien XIII (66)

### Équipe de France
- International (4 sélections) 1991, opposé à:
  - Grande-Bretagne
  - Nouvelle-Zélande
  - Papouasie-Nouvelle-Guinée

## Entraineur
Christophe Auroy a également entrainé la section cadet de l'équipe du Rassemblement Littoral Sud Catalan (Elne, Argelès et Côte Vermeille) durant la saison 2011-2012 avec laquelle il est vice champion de France UFOLEP.